# Puntsagiin Dschasrai
Puntsagiin Dschasrai (mongolisch Пунцагийн Жасрай; * 26. November 1933 in Bugat, Gobi-Altai-Aimag; † 25. Oktober 2007 in Ulaanbaatar) war der Premierminister der Mongolei vom 21. Juli 1992 bis zum 19. Juli 1996 – der erste nach der demokratischen Wende.

## Leben

### Anfangsjahre
Dschasrai wurde im November 1933 in Bugat geboren. Er beendete die Mittelschule in Tanxil mit 17 Jahren. Danach war er Lehrer, leitete bald eine Grundschule und wurde anschließend Erziehungsinspektor für die Aimag-Verwaltung. Ab 1956 studierte er am Institut für Wirtschaft und Statistik in Moskau und machte 1961 dort seinen Abschluss. Er war verheiratet und hat eine Tochter und zwei Söhne, welche alle als selbständige Geschäftsleute tätig sind.

### Politische Karriere
Nach 1961 arbeitete Dschasrai in leitender Position in verschiedenen Planungsgremien der Mongolischen Volksrepublik. 1985 wurde er zum Vorsitzenden der Staatlichen Plankommission ernannt. Er war wiederholt Mitglied des ZK der Mongolischen Revolutionären Volkspartei (MRVP) und Ende 1990 wurde er alternierendes Mitglied des Politbüros des ZK der MRVP sowie Präsident der Zentralunion der Kooperativen der Industrie und des Dienstleistungsgewerbes. Drei Monate lang war er sogar Stellvertretender Vorsitzender des Ministerrates (Stellvertreter des Regierungschefs). Insgesamt wurde er viermal in den Großen Staats-Chural (Parlament) gewählt.
Von 1992 bis 1996 war Dschasrai Premierminister. Damit wurde er zum ersten Regierungschef einer demokratischen Mongolei. Zur Wahl von 1996 kandidierte er im Gobi-Altai-Aimag für einen Parlamentssitz, war damit aber erst vier Jahre später erfolgreich.

## Politik
Als Ökonom hatte Dschasrai von Anfang an die zukünftige wirtschaftliche Entwicklung der Mongolei im Blick. Er verfügte über mikroökonomische Kenntnisse und war ein Verfechter freier marktwirtschaftlicher Beziehungen. Schon Mitte der 1980er Jahre hatte er die Zulassung von Privateigentum in der nationalen Wirtschaft vorgeschlagen. Als Präsident der Zentralunion der Kooperativen der Industrie und des Dienstleistungsgewerbes knüpfte er ausgiebig ausländische Wirtschaftskontakte, welche er in seiner Zeit als Premierminister nutzte und weiter ausbaute.
In seiner Regierungszeit wurden die Preise für Konsumgüter freigegeben und ein freier Wechselkurs der nationalen Währung Tögrög etabliert. Trotzdem wurde er teilweise heftig kritisiert, weil viele Oppositionspolitiker der Ansicht waren, die Reformen würden nicht schnell und konsequent genug durchgeführt. Die Regierung der MRVP griff häufig noch auf administrative Methoden zur Steuerung der Wirtschaft zurück, statt sich auf den Einsatz ökonomischer Maßnahmen umzustellen. Zusammen mit anderen Regierungsmitgliedern wurde er auch der Korruption und des Machtmissbrauchs beschuldigt. Ein von der MRVP dominierter Untersuchungsausschuss fand keine Verfehlungen, die Ausschussminderheit aus den demokratischen Parteien sagte allerdings aus, eine Aufklärung wäre gar nicht erst versucht worden.
Die MRVP war formell von einer kommunistischen in eine sozialdemokratische Partei umgewandelt worden. Sie konnte aber weiterhin auf eine enge personelle Verflechtung mit den Verwaltungsstrukturen des Landes zurückgreifen. Dschasrai selber konzentrierte seine Energie auf die wirtschaftliche Umwandlung, die politischen Reformen kamen daneben nur vergleichsweise langsam voran. Die Folge war ein Erdrutschsieg der demokratischen Parteien bei den Parlamentswahlen 1996, welcher die MRVP vorübergehend komplett aus den Regierungsgeschäften verdrängte.
| Vorgänger            | Amt                                                      | Nachfolger                 |
| -------------------- | -------------------------------------------------------- | -------------------------- |
| Daschiin Bjambasüren | Premierminister der Mongolei 21. Juli 1992–19. Juli 1996 | Mendsaichaniin Enchsaichan |

| Personendaten    | Personendaten                                                 |
| ---------------- | ------------------------------------------------------------- |
| NAME             | Dschasrai, Puntsagiin                                         |
| ALTERNATIVNAMEN  | Пунцагийн, Жасрай (mongolisch); Jasray, Puntsagiyn (englisch) |
| KURZBESCHREIBUNG | mongolischer Politiker                                        |
| GEBURTSDATUM     | 26. November 1933                                             |
| GEBURTSORT       | Bugat, Gobi-Altai-Aimag                                       |
| STERBEDATUM      | 25. Oktober 2007                                              |
| STERBEORT        | Ulaanbaatar                                                   |